# František Dobiáš (farář)
František Dobiáš (28. srpna 1901 Velim – 6. března 1985 Poděbrady) byl český duchovní Českobratrské církve evangelické a spolupracovník výsadku Silver A v období druhé světové války vězněný nacisty.

## Civilní a pracovní život
František Dobiáš se narodil 28. srpna 1901 ve Velimi do rodiny zedníka Josefa Dobiáše a jeho manželky Růženy, roz. Škopkové, a pokřtěn byl jmény František Jan. Vystudoval gymnázium v Kolíně, posléze teologii v Praze, Basileji a Paříži. Mezi lety 1926 a 1931 působil ve sboru v Olešnici a poté do roku 1966 na pozici faráře v Semtěši. Oženil se a měl dvě dcery. V roce 1951 byl zvolen seniorem Čáslavského seniorátu a po reorganizaci území seniorátů v roce 1953 seniorem seniorátu Chrudimského. Na tomto postu sloužil do roku 1963, poté trávil důchod v Poděbradech. Zemřel tamtéž v roce 1985, pohřben je na evangelickém hřbitově ve Velimi.

## Spolupráce s výsadkem Silver A
Na konci roku 1941 došlo k seskoku parašutistů v rámci operace Silver A. František Dobiáš opatřil jeho členům Alfrédu Bartošovi, Josefu Valčíkovi a Jiřímu Potůčkovi falešné křestní listy potřebné pro získání dalších dokladů za což byl mezi lety 1942 a 1945 vězněn. Velitel výsadku Alfréd Bartoš navštívil 1. ledna 1942 kancelář Františka Dobiáše v Semtěši, aby jej o tuto službu požádal. Farář po krátkém přesvědčování k jejich zapůjčení svolil a poskytl Bartošovi dokumenty na jména Josef Motyčka, Josef Stříška a Miroslav Štolc. Bartoš poté skutečně vystupoval pod krycím jménem Motyčka a Valčík pod jménem Štolc. Jiří Potůček používal jiné jméno a to Alois Tolar. Rodné listy Bartoše a Valčíka posléze padly do rukou gestapa a František Dobiáš byl 29. června 1942 zatčen a odvezen do Pardubic k výslechu. Vydání dokumentů přiznal s tím, že se domníval, že jde o uprchlíky ze Sudet. Na této verzi nic nevyvrátila ani kontrola v Dobiášově úřadu v Semtěši. František Dobiáš byl do října 1942 vězněn v pardubické donucovací pracovně a poté převezen do koncentračního tábora v Terezíně, později do Buchenwaldu a v červnu 1943 do Dachau, kde byl 29. dubna 1945 osvobozen spojeneckou armádou.